# Bartolomeo Bezzi
Pour les articles homonymes, voir Bezzi.
Bartolomeo Bezzi, né le 6 février 1851 à Fucine d'Ossana (Province autonome de Trente) et mort en octobre 1923 à Cles (Province autonome de Trente), est un peintre italien.

## Biographie
Bartolomeo Bezzi naît le 6 février 1851 à Fucine d'Ossana,.
À l'âge de vingt ans, aidé également par son cousin Ergisto, il s'inscrit à l'Accademia di Belle Arti di Brera, où G. Bertini et F. Carcano sont ses professeurs.
Il s'y lie d'amitié avec Francesco Filippini (1853-95) et est influencé par la jeune génération d'artistes alors actifs à Milan, notamment par les études de paysages de Filippo Carcano. Il doit rapidement interrompre son apprentissage pour cause de maladie, mais son talent et sa volonté lui permettent de remporter le prix Fumagalli à Milan en 1882.
Bartolomeo Bezzi meurt à Cles le 7 ou 8 octobre 1923. 